# Никельхарпа
Никельхарпа (иногда нюкельхарпа, никельарфа; швед. nyckelharpa) — традиционный шведский музыкальный инструмент, имеющий несколько модификаций, поскольку развивался более 600 лет. Самым первым свидетельством использования никельхарпы считается изображение двух музыкантов, играющих на этом инструменте, которое находится на портале над входом в церковь Челлунге на острове Готланд и датируется приблизительно 1350 годом. В шведском слово «nyckel» означает «клавиша», слово «harpa» — «арфа». Иногда никельхарпу называют «шведской клавишной скрипкой». Современная хроматическая никельхарпа имеет 16 струн: 3 струны мелодии, одну монотонную струну, и 12 резонансных струн, а также около 37 деревянных клавиш, устроенных так, чтобы скользить под струнами. У каждой клавиши есть салазки, скользя по которым она достигает верха и зажимает струну, меняя её звучание. Исполнитель использует короткий смычок правой рукой, зажимая клавиши левой. Никельхарпа имеет диапазон 3 октавы (от самого низкого «соль» как 4-я струна скрипки) и звучит наподобие скрипки, только с гораздо большим резонансом. В Финляндии никельхарпа известна под именем «avainviulu»

## Известные исполнители
- Ана Алькаиде
- Ричи Блэкмор использует никельхарпу на многих альбомах Blackmore's Night.
- In Extremo
- Myrkur

## Галерея
- Рельеф с музыкантами, церковь Челлунге
- Итальянский музыкант Марко Амброзини[англ.] с никельхарпой, сделанной Аннетте Озанн